# MP 73

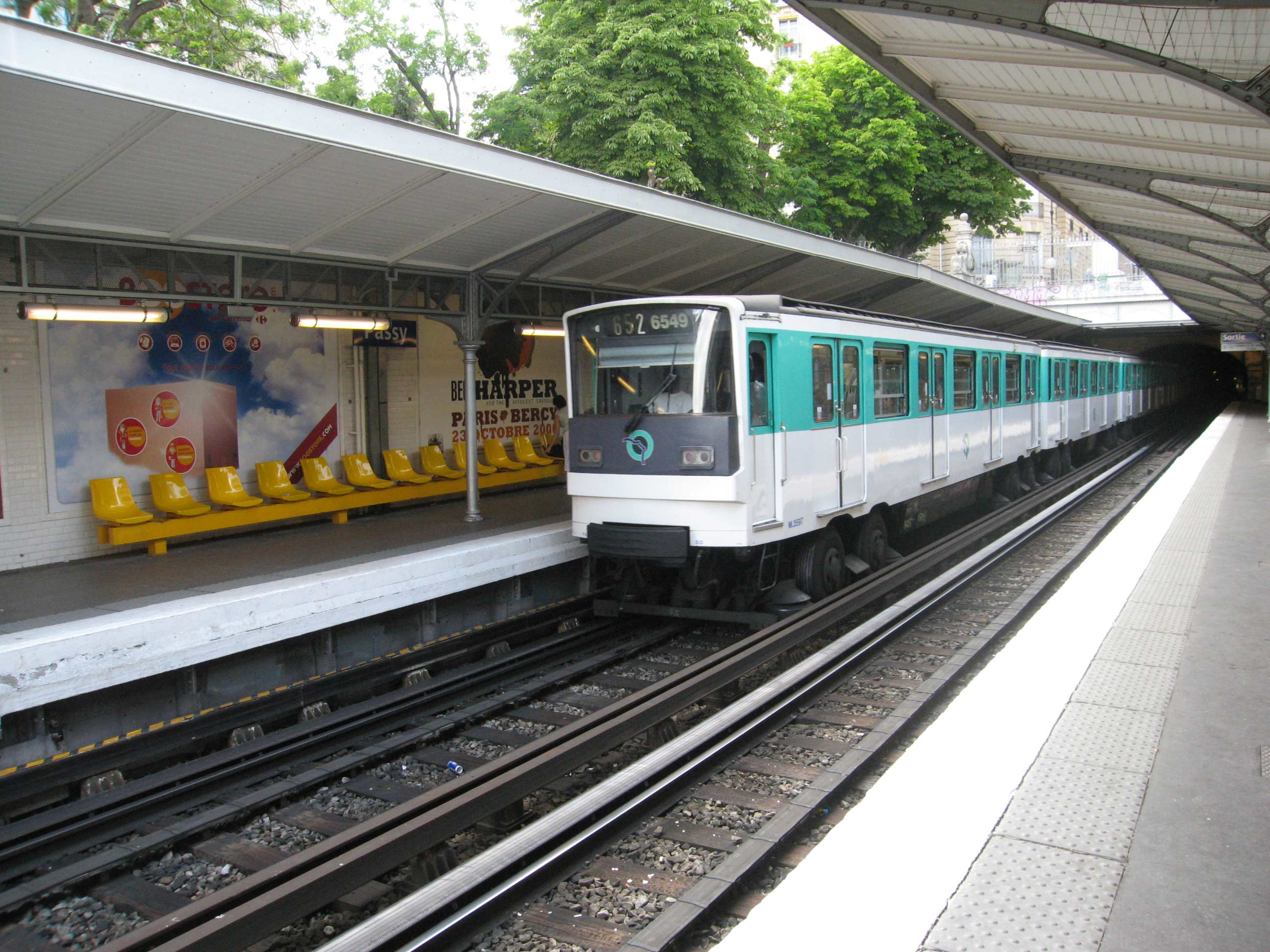
MP 73 En l'estació Passy

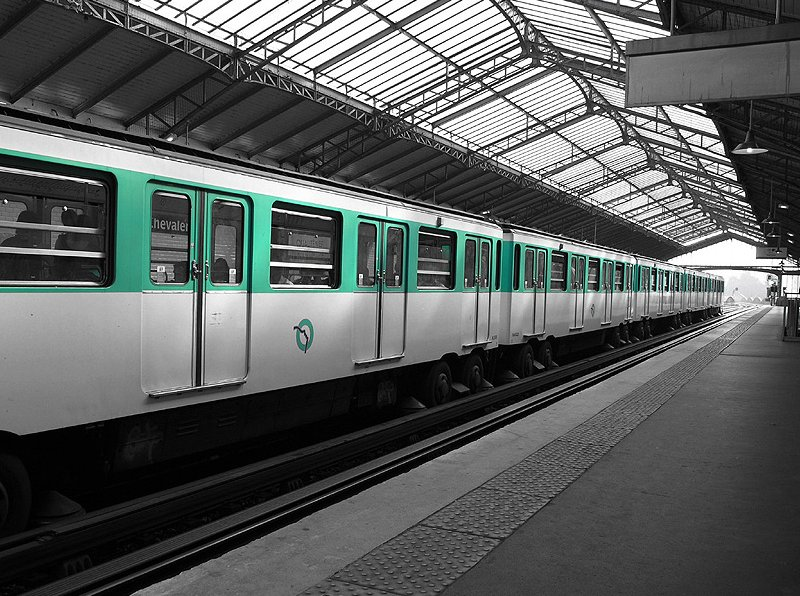
Tren de la mateixa denominació a l'estació Chevaleret

El MP 73 és un model de tren francès utilitzat al Metro de París. Els trens van ser construïts per Alstom i lliurats l'any 1974, quan la RATP va decidir reformar la línia 6 per a l'ús de trens amb rodadura pneumàtica, de manera que només funciona en aquesta línia. Els MP 73 estan limitats electrònicament a 70 km / h, posseeixen una potència de tracció servomotor a de 720 v en comptes de 750 v. Tenen pneumàtics radials, caixes d'alleujament, i la seva part frontal molt estilitzada està basada en la seva germana MF 67. També es va variar la disposició dels seients, buscant una major comoditat.
Per altres països aquest tren té 2 variants:
- El Metro de Santiago compte una versió reforçada denominada NS 74, la qual va ser lliurada abans de la comanda francès, en formacions de 5,6 i 7 cotxes per tren. En algun moment, es va usar una versió de 4 cotxes a la Línia 2 del Metre de Santiago de Xile.
- El Metro de Ciutat de Mèxic també compta amb una versió reforçada però de disseny igual al MP 68, la qual s'anomena MP-82

## Història
la línia 6 del metro de París va ser convertida a rodadura pneumàtica a causa dels trams perllongats en què circula l'aire lliure, on es produïa molt soroll i vibracions en usar trens de material ferri estàndard. El disseny està basat en el model MF 67, però en versió pneumàtica. Alstom va lliurar un total de 252 vagons, dels quals sis han estat desballestats.
El MP 73 va formar part d'un programa de renovació engegat l'any 2000. Els trens estan formats per 5 cotxes, i continuaran els seus recorreguts per la línia 6 fins al lliurament de les unitats MP 09. Després d'això podrien ser recondicionats per a qualsevol altre metro del món que utilitzi el mateix sistema.